# 圣康坦叙勒奥姆
圣康坦叙勒奥姆（法語：Saint-Quentin-sur-le-Homme，法語發音：[sɛ̃ kɑ̃tɛ̃ syʁ lə ɔm]）是法国芒什省的一个市镇，属于阿夫朗什区。

## 地名
与通常表示“在……河畔”之意的带“sur”的法语地名不同，该地名Saint-Quentin-sur-le-Homme中的“le-Homme”并非河名。“Le homme”（或古代诺曼方言中的“le houlme”）指“小岛”；亦或是来自古诺斯语“holmr”，指“水边的草原”，这里的“sur”也仅指“在……上方”。

## 地理
圣康坦叙勒奥姆（48°38'51"N, 1°19'0"W）面积16.84 平方千米，位于法国诺曼底大区芒什省，该省份为法国西北部沿海省份，西、北、东北三面环大西洋，东起顺时针与卡爾瓦多斯省、奧恩省、马耶讷省和伊勒-维莱讷省接壤。
与圣康坦叙勒奥姆接壤的市镇（或旧市镇、城区）包括：圣卢、迪塞-莱谢里、马西伊、波耶、蓬托博、圣奥万、勒瓦勒圣佩尔、阿夫朗什。
圣康坦叙勒奥姆的时区为UTC+01:00、UTC+02:00（夏令时）。

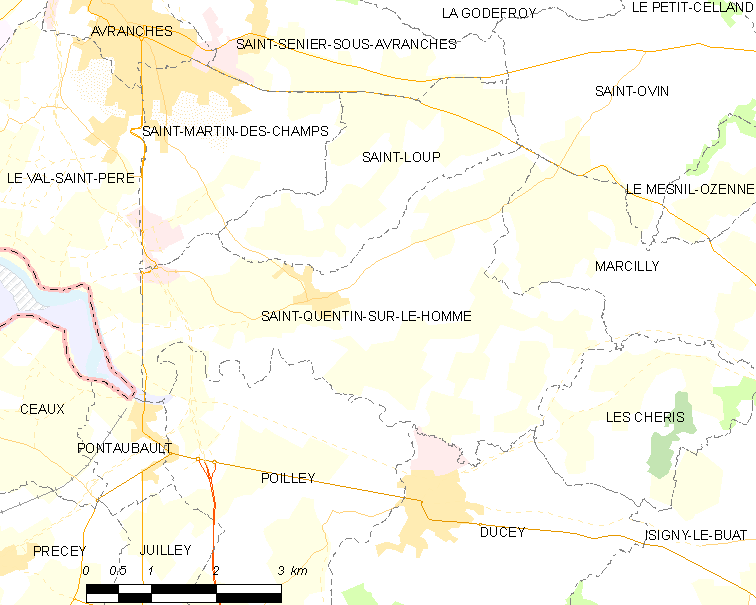
圣康坦叙勒奥姆的OSM定位图

## 行政
圣康坦叙勒奥姆的邮政编码为50220，INSEE市镇编码为50543。

## 政治
圣康坦叙勒奥姆所属的省级选区为蓬托尔松县。

## 人口

1962-2008年间圣康坦叙勒奥姆人口变化图示

圣康坦叙勒奥姆于2022年1月1日时的人口数量为1340人。